# Steatoda transversa
Steatoda transversa är en spindelart som först beskrevs av Banks 1898.  Steatoda transversa ingår i släktet vaxspindlar, och familjen klotspindlar. Inga underarter finns listade i Catalogue of Life.